# Ultrafiltro
Em matemática, especialmente na Teoria da ordem e na Teoria de conjuntos, um ultrafiltro é um filtro próprio maximal, ou seja, um filtro próprio que não está estritamente contido num outro filtro próprio. Ultrafiltros têm aplicações em topologia, teoria de modelos e outras áreas da matemática.

## Definições
Em teoria de conjuntos, seja {\displaystyle A^{\,}} um conjunto não vazio e {\displaystyle {\mathcal {P}}\left(A^{\,}\right)} o conjunto de partes de {\displaystyle A^{\,}}. Um ultrafiltro {\displaystyle F\subseteq {\mathcal {P}}\left(A^{\,}\right)} tem as seguintes propriedades:

Diagrama de Hasse do ultrafiltro principal gerado por {x}

{\displaystyle \mathbf {1.} {\mbox{ Se }}x\in F{\mbox{ e }}x\subseteq y{\mbox{, então }}y\in F{\mbox{ para }}x,y\in {\mathcal {P}}\left(A^{\,}\right)}
{\displaystyle \mathbf {2.} {\mbox{ Se }}x,y\in F{\mbox{, então }}x\cap y\in F}
Ou seja, {\displaystyle F} é um filtro. Além disso, {\displaystyle F} é próprio:
{\displaystyle \mathbf {3.} \;\;F\neq {\mathcal {P}}\left(A^{\,}\right)}
Ou, equivalentemente:
{\displaystyle \mathbf {3^{*}.} \;\;\varnothing \not \in F}
Por último, {\displaystyle F} é maximal:
{\displaystyle \mathbf {4.} {\mbox{ Não existe filtro próprio }}G{\mbox{ tal que }}F\subseteq G{\mbox{ e }}F\neq G}
Equivalentemente, em teoria da ordem ultrafiltros são filtros maximais. Ultrafiltros tem particular importância em reticulados e Álgebra de Boole. Dado um reticulado {\displaystyle \left\langle L,\leq \right\rangle } um ultrafiltro {\displaystyle F^{\,}} é um conjunto não vazio, estritamente contido em {\displaystyle L^{\,}}, definido por:
{\displaystyle \mathbf {1.} {\mbox{ Se }}x\in F{\mbox{ e }}x\leq y{\mbox{, então }}y\in F{\mbox{, para }}x,y\in L^{\,}}
{\displaystyle \mathbf {2.} {\mbox{ Se }}x,y\in F{\mbox{, então }}x\wedge y\in F{\mbox{, para }}x,y\in L^{\,}}
{\displaystyle \mathbf {3.} {\mbox{ Não existe filtro próprio }}G{\mbox{ tal que }}F\subseteq G{\mbox{ e }}F\neq G}
Numa álgebra de Boole com máximo {\displaystyle 1\!{\mbox{I}}} e mínimo {\displaystyle \mathbb {O} }, às condições anteriores são acrescentadas:
{\displaystyle \mathbf {4.} \;\;\mathbb {O} \not \in F{\mbox{ (é filtro próprio)}}}
{\displaystyle \mathbf {5.} \;\;1\!{\mbox{I}}\in F{\mbox{ (é não vazio)}}}
Em álgebras de Boole, ultrafiltro é o conceito dual do ideal maximal.

## Ultrafiltros em álgebras de Boole
Em uma álgebra de Boole {\displaystyle \left\langle B,\wedge ,\vee ,-,\mathbb {O} ,1\!\,\!{\mbox{I}}\right\rangle } um filtro {\displaystyle F^{\,}} e denominado primo se satisfaz:
- {\displaystyle {\mbox{ Se }}x\vee y\in F{\mbox{, então }}x\in F{\mbox{ ou }}y\in F{\mbox{, para }}x,y\in B^{\,}}

Como {\displaystyle 1\!{\mbox{I}}\in F} pela condição 5, para cada {\displaystyle x\in B^{\,}} temos que {\displaystyle x\vee -x\in F}, de modo que a condição acima é equivalente a:
- {\displaystyle x\in F{\mbox{ ou }}-x\in F{\mbox{, para }}x\in B^{\,}}[4]

Além disso, pode ser demonstrado que em toda álgebra de Boole um filtro {\displaystyle F^{\,}} é primo se e somente se {\displaystyle F^{\,}} é um ultrafiltro, ou seja, as noções de filtro primo e ultrafiltro são equivalentes em álgebras de Boole e por isso alguns autores definem ultrafiltro não como um filtro maximal, mas como um filtro primo.

## Teorema do ultrafiltro
Na teoria de conjuntos de Zermelo-Fraenkel com axioma da escolha, ZFC pode ser demonstrado o Teorema do ultrafiltro, cujo enunciado habitual é: "Todo filtro numa álgebra de Boole pode ser estendido a um ultrafiltro", que abreviaremos TU. Ou seja, dada uma álgebra de Boole {\displaystyle \left\langle B,\wedge ,\vee ,-,\mathbb {O} ,1\!\,\!{\mbox{I}}\right\rangle } e um filtro {\displaystyle \;\;F\subseteq B}, existe um ultrafiltro {\displaystyle \;\;U\!\subseteq B} tal que {\displaystyle F\subseteq U}. Devido à dualidade das álgebras de Boole TU  é equivalente ao Teorema do ideal primo: "todo ideal numa álgebra de Boole pode ser estendido a um ideal primo". Em ZF (sem o Axioma da escolha, AE) TU não pode ser demonstrado, se ZF é consistente. Entretanto, TU é estritamente mais fraco que AE em ZF:
{\displaystyle {\mathit {ZF+TU}}\nvdash {\mathit {AE}},{\mbox{ se }}{\mathit {ZF}}{\mbox{ é consistente}}}
Em álgebras de Boole, TU é equivalente a "toda álgebra de Boole contém um ultrafiltro".